# كمثرى قلبي
كمثرى قلبي (الاسم العلمي: Pyrus cordata) هو نوع نباتي يتبع جنس الكمثرى من الفصيلة الوردية.